# Coromandel (kommun)
Coromandel är en kommun i Brasilien.   Den ligger i delstaten Minas Gerais, i den sydöstra delen av landet, 300 km söder om huvudstaden Brasília. Antalet invånare är 27 551.
Följande samhällen finns i Coromandel:
- Coromandel

Omgivningarna runt Coromandel är huvudsakligen savann. Runt Coromandel är det glesbefolkat, med 10 invånare per kvadratkilometer.